# 개포동성당
개포동성당은 천주교 서울대교구에 속한 성당이다. 1985년 8월 16일에 대치동성당으로부터 분리되어 설립되었다. 서울특별시 강남구 선릉로4길 25(개포2동)에 있다.

## 연혁
- 1985.08.16 개포동 본당 설립(초대 주임: 정치윤 이냐시오 신부)
- 1985.08.30 초대 주임 정치윤 신부 부임, 첫 미사
- 1985.09.01 평신도 사도직 단체 설립 및 활동 시작
- 1985.09.15 [개포성당 주보] 창간
- 1985.09.22 남성 구역장회, 여성 총반장회 구성 및 추가 단체 설립
- 1985.10.09 제1회 본당 신부배 테니스 대회(장소: 나이키 테니스장)
- 1985.10.26 ~ 10.27 제1차 바자회 '사랑과 나눔의 큰 잔치' 개최
- 1985.10.26 [개포성당 헌장] 선포
- 1985.10.30 제1기 예비 신자 교리반 개설
- 1985.11.24 견진성사(120명, 장소: 대치동 성당, 주례: 김옥균 주교), 영세식(120명, 장소: 대치동 성당)
- 1985.12.21 제1회 바램제
- 1986.04.13 '평화의 모후 꾸리아' 발대식
- 1986.05.25 제1회 야외 미사 및 친선 체육대회와 성모의 밤 행사
- 1986.05.31 ~ 06.01 과천 영보수녀원에서 제1회 사목위원 피정
- 1986.08.04 ~ 08.08 거제도에서 제1차 청년 하계 수련회
- 1986.11.09 김수환 추기경 내방 및 첫 견진성사 기념
- 1987.05.31 서울개포초등학교에서 제2회 야외 미사 및 친선 체육대회
- 1987.10.24 ~ 10.25 신축 부지에서 제3차 바자회 '개포 큰 장날' 개최
- 1987.12.24 수도전기공업고등학교 강당에서 제3회 구역별 성가 경연대회
- 1988.05.29 서울개원초등학교에서 제3회 야외 미사 및 친선 체육대회
- 1988.12.23 제4회 색동 예술제
- 1989.02.26 제4회 윷놀이 한마당
- 1989.06.06 본당 주최 제9지구 복사단 체육대회
- 1990.02.10 본당 출신 박상수 신부 첫 미사
- 1990.07.21 성당 기공식
- 1991.06.02 서울개원초등학교에서 제6회 야외 미사 및 체육대회
- 1991.10.26 ~ 10.27 신축 현장에서 제7차 바자회 개포장날 큰잔치
- 1992.04.11 ~ 04.12 수지성모교육원에서 열린 사목위원 피정
- 1992.10.11 수서동성당 분리
- 1992.11.14 성당 이전 및 신축 성당에서 첫 미사 봉헌
- 1992.12.16 성당 준공
- 1993.03.26 제2대 황흥복 요셉 주임 신부님 부임
- 1993.04.12 정의의 겨울 꾸리아 아치에스
- 1993.09.12 성전 봉헌식
- 1993.11.20 ~ 11.21 남성 제1기 화해와 쇄신을 위한 연수회 기념
- 1994.03.10 일원동성당 분리
- 1994.10.12 개포 노인대학 설립
- 1994.12.04 황흥복 주임 신부 서품 20주년 축하식
- 1994.12.27 제10회 중∙고등부 예술제
- 1995.07.04 본당 출신 김평만, 전명철 부제 축하
- 1995.11.05 제9회 본당의 날
- 1995.12.13 제1기 노인 대학 수료식
- 1996.07.05 본당 출신 전명철(안드레아) 사제 서품
- 1996.10.20 제10회 야외 미사 및 체육대회
- 1996.10.22 ~ 10.23 여성 제7차 화해와 쇄신을 위한 연수회
- 1997.10.19 제11회 본당의 날 행사
- 1998.04.26 사목위원 야외 미사
- 1998.05.17 혼인 갱신식
- 1998.09.27 견진성사(강우일 주교 집전)
- 1998.10.09 제3대 여형구 미카엘 주임신부님 부임
- 1999.08.15 영세식
- 2000.02.29 주임 대리 신부님 부임
- 2000.11.19 견진성사(정진석 대주교 집전)
- 2001.10.21 제15회 본당의 날 행사
- 2001.11.18 견진성사(강우일 주교 집전)
- 2002.08.15 영세식
- 2002.10.20 수도전기공업고등학교에서 제16회 본당의 날 행사
- 2003.02.09 제16회 구역 대항 윷놀이 대회
- 2003.07.04 네번째 사제 박민우 신부의 첫 강복
- 2003.09.16 제4대 염수의 요셉 주임신부님 부임
- 2003.10.19 제17회 본당의 날 행사
- 2004.07.02 본당 출신 이재일(디모테오) 사제 서품

## 같이 보기
- 논현동성당
- 명동성당
- 약현성당
- 혜화동성당